# Yuriko Mizuma
Yuriko Mizuma (水間 百合子, Mizuma Yuriko, Yamagata, 22 juli 1970) is een voormalig Japans voetbalster.

## Carrière
Mizuma speelde voor onder meer Urawa Motobuto Ladies FC.
Zij nam met het Japans vrouwenvoetbalelftal deel aan de Wereldkampioenschappen in 1991. Japan werd uitgeschakeld in de groepsfase met de Brazilië, Zweden en de Verenigde Staten. Zij speelde op het WK 1991 twee wedstrijden tegen Brazilië en Zweden.

## Statistieken
| Japans vrouwenvoetbalelftal | Japans vrouwenvoetbalelftal | Japans vrouwenvoetbalelftal |
| Jaar                        | Wed.                        | Dlp.                        |
| --------------------------- | --------------------------- | --------------------------- |
| 1990                        | 5                           | 3                           |
| 1991                        | 11                          | 2                           |
| 1992                        | 0                           | 0                           |
| 1993                        | 5                           | 5                           |
| 1994                        | 1                           | 0                           |
| Totaal                      | 22                          | 10                          |